# Hely Romero
Hely Romero – wenezuelski judoka.
Brązowy medalista igrzysk Ameryki Południowej w 1994. Wicemistrz igrzysk Ameryki Środkowej i Karaibów w 1990 roku.